# Celestio
Caelestius (Roma, 372-375 – Costantinopoli, 431) è stato un teologo e oratore italiano di lingua latina.

## Biografia
Sostenitore della dottrina cristiana del pelagianesimo, fu dapprima un uomo di legge dell'aristocrazia romana.
Conobbe le tesi teologiche di Pelagio e si fece propagatore delle sue dottrine più estreme.
Dopo il sacco di Roma del 410 da parte dei Goti, fuggì quindi a Cartagine.
Successivamente, fu dichiarato eretico, insieme a Pelagio, dal sinodo di Lydda, quindi condannato ufficialmente dal Concilio di Efeso, la stessa località dove nel frattempo si era fatto sacerdote. Fuggì quindi a Costantinopoli, quindi ritornò a Roma.
Qui ottenne una revisione della condanna da parte del Papa Zosimo, grazie alle sue amicizie nella nobiltà romana.
Ma la sua protezione a Roma non durò a lungo, e tornò quindi a peregrinare in oriente, rifugiandosi quindi a Costantinopoli, protetto dal patriarca ortodosso Nestorio.
Dei suoi scritti rimasero pochi frammenti.
Per Celestio, il peccato originale non sarebbe così determinante per la salvezza ultima dell'uomo, né verrebbe trasmesso di generazione in generazione, in quanto l'uomo può riscattarsi con la propria condotta.
Ne consegue che Cristo non riscatterebbe tutta l'umanità con la crocifissione.
Parimenti, non sarebbe accettabile la remissione dei peccati attraverso il battesimo.
Queste tesi furono contestate soprattutto dai teologi suoi contemporanei, quali Girolamo (il traduttore della Vulgata), e il più noto Agostino di Ippona.
Gli insegnamenti di Pelagio e Caelestius furono poi ripresi da Giuliano di Eclano qualche anno dopo.